# モロッコ解放軍
モロッコ解放軍（もろっこかいほうぐん、フランス語: Armée de Libération、アラビア語: jayshu-t-tahrīr）は、モロッコ独立のために戦った軍隊のことを指す。
1956年、モロッコ解放軍の各部隊が、イフニとスペイン領サハラ（現在の西サハラ）を侵攻し始め、それらの土地がモロッコの一部だと主張した。当初は、モロッコ政府からの大きな支援を受けていた。スペイン領サハラでは、モロッコ解放軍はサハラウィー人部族と共に結集し、大規模な武力衝突となったイフニ戦争の引き金を引いた。1958年の初め、モロッコの国王は、スペイン領サハラで戦う部隊を「サハラ解放軍（Saharan Liberation Army）」として再編成した。
スペイン領サハラでの反乱は、1958年にフランスがスペインの攻撃に加わったことで沈静化する。モロッコ王は、スペインとの合意文書に署名し、スペインが、モロッコにタルファヤ州を返還することが決まった。モロッコ解放軍の一部は、モロッコ軍に編入された。モロッコは、西サハラでサハラウィー人がモロッコの旗の下で解放軍と共に戦ったことを、モロッコ王室に対する西サハラの忠誠心の証拠だと見なしている。反対にポリサリオ戦線に同情的な人たちは、それは単にスペインに向けた反植民地戦争だと認識している。
今日、西サハラ問題において、モロッコ王国側とサハラ・アラブ民主共和国の双方が、モロッコ解放軍のサハラウィー人退役軍人を、自分たちの歴史の一部だと賞賛しているため、両方の歴史として存在している。ポリサリオ戦線の創設者のうち、親がモロッコ解放軍のメンバーだった者もいる。もっとも知られている例として、ポリサリオ戦線の代表で、サハラ・アラブ民主共和国の大統領であるムハンマド・アブデルアズィーズの父親がモロッコに住み王立サハラ問題諮問委員会 (CORCAS) の委員をしていることが挙げられる。

## 関連事項
- モロッコの軍事史 (Military history of Morocco)
- イフニ戦争